# Bas Takken
Bas Takken (Hoorn, 3 juli 1999) is een Nederlands Paralympisch zwemmer. Takken nam voor het eerst deel aan de Paralympische Zomerspelen in Rio de Janeiro en in 2021 aan de Paralympische Zomerspelen in Tokio, Japan.

## Biografie
Takken werd op 3 juli 1999 geboren in het Noord-Hollandse Hoorn. Hij begon in zijn geboorteplaats op achtjarige leeftijd met competitief zwemmen. Als zwemmer doet hij mee in de S10-klasse, omdat hij met platvoeten geboren is. Maar hij zwemt ook lange afstanden bij valide wedstrijden. Hij debuteerden op de Paralympische Spelen in Rio de Janairo en eindigde daar op de 4e plek bij de 400 meter vrije slag.
Op 1 september 2021 nam hij op de Paralympische Spelen in Tokio deel aan de 400 meter schoolslag, waarbij hij de zilveren medaille behaalde met een tijd van 4:02.02, wat ook een persoonlijk record was.
Takken traint bij de De Dolfijn in Amsterdam.

## Erelijst
2016
- 4e plek, Paralympische Spelen, 400 meter vrije slag

2018
- Europese Kampioenschappen, 400 meter vrije slag[2]

2019
- Wereldkampioenschappen, 400 meter vrije slag[2]

2021
- Paralympische Spelen, 400 meter vrije slag
- Paralympische Spelen, 200m Individual Medley SM10